# Майкл Кінг (пілатес)
Майкл Кінг (англ. Michael King)  — британський майстер-тренер, у минулому професійний балетний танцівник. Творець Інституту Пілатес в Лондоні. Понад 30 років є провідним експертом в світі Пілатес. Широко відомий у США, Австралії, Мексиці, Новій Зеландії та Європі. Партнер Інституту Пілатес Росії.
Майкл працює з технікою Пілатес вже понад 34 роки. Спочатку він працював з технікою як танцівник у Лондонській школі Contemporary Dance. У 1982 році він відкрив свою власну студію, Контроль Тіла, у зв'язку з створенням танцювальних студій Pineapple в лондонському Ковент-Гардені.
Два роки опісля був запрошений на посаду в Техасі управляти студією пілатеса в компанії Балету Х'юстона, де він залишався до 1990 року. За цей час під егідою Х'юстонського балету Майкл подорожував по США відвідуючи та навчаючись в студіях. У Нью-Йорку з Карлою Трієр та з Романою Крижановською на оригінальній пілатес студії в Нью-Йорку.
Майкл також працював в Voight Centre в Лос-Анджелесі протягом п'яти років викладання фітнес-програм, а також у багатьох інших пілатес студіях, в тому числі Winsor Pilates в Лос-Анджелесі.
Повернувся в Європу в 1995 році, де після дворічного контракту в Швейцарії поїхав в Лондон. Майкл був засновником і директором Інституту Пілатес Великої Британії до 2008 року, і з тих пір працює у своїй власній школі Майкл Кінг Пілатес (Michael King Pilates).
Репутація Майкла, як прославленого тренера у фітнесі і пілатес була закріплена з 1980 року. Його навчальні програми в даний час викладаються в більш ніж 30 країнах по всьому світу і відіграють важливу роль у розвитку національних і міжнародних стандартів в останні роки.

## Майкл Кінг в Україні
З 1 по 4 грудня 2005 року у київському фітнес-центрі «Софійський» провів навчальний семінар. У семінарі брали участь інструктори з усієї України.